# Heinz Lechmann
Heinz-Günter Lechmann (* 26. Juni 1920 in Schwientochlowitz; † 21. Januar 2007 in Bonn-Bad Godesberg) war ein deutscher Jurist und Politiker (CSU).

## Leben
Heinz Lechmann legte 1939 das Abitur in Neisse ab und begann im Anschluss ein Studium der Rechtswissenschaft, das er aber aufgrund seiner Teilnahme am Zweiten Weltkrieg unterbrechen musste. Nach dem Kriegsende flüchtete er als Heimatvertriebener nach Westdeutschland und ließ sich in Bayern nieder. Er setzte 1946 sein Studium an der Ludwig-Maximilians-Universität München fort, das er 1948 mit dem Ersten und 1951 mit dem Zweiten Juristischen Staatsexamen abschloss. Seit 1950 war er Mitglied der katholischen Studentenverbindung KDStV Tuiskonia München im CV. 1952 wurde er zum Doktor der Rechte promoviert (Dissertation: Die Rechtsstellung des Richters in England im Unterschied zu der in Bayern nach der Verfassung des Freistaates Bayern vom 2. Dezember 1946. Eine rechtsvergleichende Studie mit besonderer Berücksichtigung der historischen Entwicklung. 2. Bde.).
Lechmann war Geschäftsführer des CSU-nahen Wirtschaftsbeirates der Union. Er wurde 1954 in den Landesvorstand der CSU gewählt und fungierte vom 25. Oktober 1954 bis in den Januar 1955 als kommissarischer Generalsekretär der Partei.
Im Februar 1956 trat Lechmann in den Dienst des Bundesministeriums für Atomfragen ein und bekleidete von 1956 bis 1959 den Posten als Geschäftsführer der Deutschen Atomkommission. Von 1959 bis zu seinem Eintritt in den Ruhestand 1985 war er als Referent im Bundesministerium für wissenschaftliche Forschung, ab 1972 Bundesministerium für Forschung und Technologie tätig, zuletzt als Ministerialrat. 1964 wurde er Leiter des Grundsatzreferates Information und Dokumentation.

## Ehrungen
- 1983: Verdienstkreuz 1. Klasse der Bundesrepublik Deutschland[2]
- Großes Goldenes Ehrenzeichen für Verdienste um die Republik Österreich
- Großes Goldenes Ehrenzeichen des Landes Steiermark
- 1985: Ehrenmitgliedschaft der Deutschen Gesellschaft für Dokumentation